# جوزپه فارینا
امیلیو جوزپه "نینو" فارینا (به ایتالیایی: Giuseppe Farina) راننده مسابقات اتومبیلرانی اهل ایتالیا و اولین قهرمان فرمول یک جهان است که این عنوان را در مسابقات فصل ۱۹۵۰ میلادی به دست آورد.